# Muscicapa infuscata
Muscicapa infuscata е вид птица от семейство Muscicapidae.

## Разпространение
Видът е разпространен в Ангола, Габон, Екваториална Гвинея, Замбия, Камерун, Република Конго, Демократична република Конго, Нигерия, Судан, Танзания, Уганда, Централноафриканската република и Южен Судан.